# Гандхар/Вемар – Дханор
Гандхар/Вемар – Дханор – газопровідна система у індійському штаті Гуджарат, споруджена для забезпечення потреб ТЕС Дханор-Гандхар.
Від центральної установки підготовки нафтового родовища Гандхар до ТЕС Дханор-Гандхар проклали газопровід довжиною 36 км з діаметром 300 мм.
Оскільки доступний ресурс блакитного палива з Гандхар виявився в кілька раз менше, аніж було потрібно зазначеній електростанції, з 2000-го року організували поставки газу із трубопровідного коридору Хазіра – Віджайпур по перемичці довжиною 25 км з діаметром 450 мм.